# Мороз, Тарас Русланович
Тара́с Русла́нович Моро́з (укр. Тарас Русланович Мороз; род. 21 февраля 1996, Великие Борки, Тернопольская область) — украинский футболист, полузащитник клуба «Оболонь».

## Биография
В ДЮФЛУ выступал за «Тернополь» (2009—2012) и «Севастополь-СДЮШОР № 5» (2012—2013). Взрослую футбольную карьеру начал весной 2013 года в «Севастополе-3», выступавшем в чемпионате Крыма. Также выступал за юношеский состав «Севастополя», где сыграл 11 матчей (1 гол). После оккупации Крыма российскими войсками вернулся на родину, где присоединился к теребовлянской «Ниве». Сначала выступал в чемпионате Тернопольской области, а затем и в любительском чемпионате Украины. Во время зимнего перерыва сезона 2016/17 годов перебрался в другого представителя любительского чемпионата Украины, «Нивы» (Тернополь).
На профессиональном уровне дебютировал за «Ниву» 26 июля 2017 в проигранном (0:2) домашнем поединке 2-го квалификационного раунда кубка Украины против франковского «Прикарпатья». Тарас вышел на поле в стартовом составе, а на 58-й минуте его заменил Даниил Гуральский. Во Второй лиге Украины дебютировал 31 июля 2017 в ничейном (1:1) выездном поединке 3-го тура группы «А» против винницкой «Нивы». Мороз вышел на поле в стартовом составе и отыграл весь матч. По итогам сезона 2019/20 годов помог «Ниве» выиграть группу «А» Второй лиги и повыситься в классе.